# Saqqaq
Saqqaq [ˈsɑqːɑq] (nach alter Rechtschreibung Sarĸaĸ) ist eine grönländische Siedlung im Distrikt Ilulissat in der Avannaata Kommunia.

## Lage
Saqqaq liegt an der Südküste der Halbinsel Nuussuaq an einer 400 m langen Landzunge. Direkt westlich liegt die Insel Qeqertaq. Vor dem Ort verläuft der Sullorsuaq (Vaigat), der Nuussuaq von der Diskoinsel trennt. Der nächste bewohnte Ort ist Qeqertaq, das 24 km östlich liegt. Bis zum Distrikt- und Kommunehauptort Ilulissat sind es 94 km nach Süden.

## Geschichte

### Saqqaq bis zur Versetzung der Kolonie
In der Region um die Diskobucht lassen sich zahlreiche archäologische Spuren einer frühen Arktiskultur finden, die wegen der Funde um Saqqaq als Saqqaq-Kultur bezeichnet wird und zwischen 2400 und 800 v. Chr. in der Gegend lebte. Auch später war der Ort bewohnt. Man findet alte Hausruinen und heidnische Gräber in Saqqaq vor.
In Saqqaq wurde am 15. Januar 1755 von Carl Dalager die Kolonie Ritenbenk gegründet. Der Name war ein Anagramm des Nachnamens von Christian August von Berkentin, der seit 1747 Präsident von Det almindelige Handelskompagni war, die damals mit der Verwaltung von Grönland beauftragt war.
Anfangs gab es in Ritenbenk ein Stockwerkwohnhaus, ein Fachwerkspeckhaus und ein Torfmauerwarenhaus. 1770 wurde Ritenbenk zur Loge degradiert, als Carl Dalager den Ort verließ. 1776 waren die Gebäude äußerst verfallen und der Oberassistent empfahl eine Verlegung der Kolonie.

### Saqqaq als Wohnplatz
1781 wurde Ritenbenk 37 km nach Südosten nach Appat versetzt. Erst 1782 wurden die letzten Reste der Kolonie an den neuen Ort gebracht. Einige der Bewohner blieben jedoch in Saqqaq. 1784 überredete Missionar Jørgen Sverdrup einige weitere Grönländer wieder hierherzuziehen. 1786 waren ein Katechet und ein Helfer in Saqqaq angestellt. 1787 galt der Ort als einer der besten Jagdplätze der Diskobucht. Man plante die Errichtung eines Missionshauses, was aber durch Geldmangel verhindert wurde. 1793 lebten 44 Menschen in zwei großen Häusern in Saqqaq. Im selben Jahr wurden einige Dänen in Saqqaq angesiedelt, um Walfang zu betreiben. Ab Winter 1794 wurde der Bootsmann der Kolonie in Saqqaq eingesetzt, um einen Garnfang- und Handelsversuch aufzubauen. Während des Krieges wurde der Versuch nach rund 15 Jahren wieder aufgegeben und der Ort verlassen. 1814 gab es wieder zwei bewohnte Häuser, die aber im folgenden Jahr dabei waren zu verhungern.

### Saqqaq als Udsted
Um 1840 wurde Saqqaq zum Winterudsted ernannt. Rund 20 Jahre später wurde Saqqaq ein ganzjähriger Udsted.
1915 hatte der Ort 170 Einwohner, die in 27 Häusern lebten. Die Häuser waren gut gebaut und die Bevölkerung wird als äußerst tüchtig beschrieben. Es gab eine Wohnung für den Udstedsverwalter von 1905. Sie war ein Fachwerkbau mit Holzverkleidung und Dachschindeln und hatte drei Zimmer, Küche und Flur. Ein Speckhaus war ein Torfmauerhaus und ein weiteres Speckhaus sowie der Laden von 1909 und das Proviantlager von 1908 waren Fachwerkhäuser mit Holzverkleidung. Die Kirche stammte aus dem Jahr 1909. Sie war ein Fachwerkhaus mit golden gestrichener Holzfassade, rot bemaltem Schindeldach und Kirchturm. In ihr befanden sich ein Kronleuchter und eine künstlerisch wertvolle Altartafel. Die Schule befand sich in der alten Schulkapelle von 1900, die ein Fachwerkhaus mit Torfmauerfassade war. Im Ort lebten 35 Jäger, drei Fischer, der Udstedsverwalter, eine Hebamme und der Oberkatechet des Kolonialdistrikts.
Ab 1911 war Saqqaq eine eigene Gemeinde, der noch der Wohnplatz Tartunaq angehörte. Sie lag im Kolonialdistrikt Ritenbenk und war Teil des 6. Landesratswahlkreises Nordgrönlands. Er war Teil der Kirchengemeinde von Ilulissat, gehörte aber später zur Kirchengemeinde von Appat.
In den 1920er Jahren wurden ein Packhaus und eine neue Schulkapelle gebaut. (Vermutlich diente sie vor allem als Schule, da es ja bereits eine hübsche Kirche gab.) 1928 wurde ein Versammlungsgebäude gebaut, das später als Kiosk und Kino diente. 1930 war die Einwohnerzahl auf 147 Personen zurückgegangen, aber 1947 wieder auf 213 gestiegen. 1950 lebten aber wieder nur noch 174 Menschen in Saqqaq. Um 1950 wurde ein neuer Laden gebaut. Im selben Jahr wurde eine Telestation, 1952 ein neuer Laden und 1954 eine Werkstatt errichtet. Die Schulkapelle wurde um 1960 zum Versammlungshaus umfunktioniert, als eine neue Schule gebaut wurde. 1965 wurde ein Kraftwerk errichtet, das die öffentlichen Einrichtungen mit Strom versorgte. 1960 hatte Saqqaq wieder 253, aber bis 1970 war die Einwohnerzahl wiederum auf 211 Personen zurückgegangen.
Nachdem Ritenbenk 1942 den Kolonialstatus verloren hatte, fiel Saqqaq an den Kolonialdistrikt Jakobshavn. 1950 wurde Saqqaq Teil der Gemeinde Vaigat. 1963 wurde der Ort in die Gemeinde Ilulissat umgelegt.

## Wirtschaft
Saqqaq lebt vor allem vom Fang von Heilbutt, der in der von Royal Greenland betriebenen 2005 errichteten Fischfabrik verarbeitet wird. Das zweite Standbein in Saqqaq ist der Tourismus. Als Ausflugsziele dienen die Halbinsel mit ihren Seen, Flüssen und Gletschern sowie die archäologischen Ausgrabungsstätten.
Saqqaq ist ein aktiver Fischereihafen mit Verarbeitungsanlagen von 2005 im Besitz von Royal Greenland A / S. In der Hauptsaison beschäftigt das Unternehmen bis zu zehn Personen und konzentriert sich hauptsächlich auf die Verarbeitung des Grönland-Heilbutts. Die vorhandene Kapazität für Fischereibetriebe ist begrenzt, und die Fabrik befindet sich direkt neben dem Wohngebiet.
Weitere Arbeitsmöglichkeiten bieten die Jagd sowie die Schule, der Laden, der Dienstleistungssektor, Verwaltung und Versorgung.

## Infrastruktur und Versorgung
Neben dem Hafen, der wöchentlich von der Disko Line angefahren wird, hat Saqqaq im Osten den Heliport Saqqaq, der den Ort auch über die Luft anbindet.
Nukissiorfiit versorgt Saqqaq über eine Dieselkraftwerk mit Strom. Ein kleiner See nördlich des Dorfs gewährleistet die Trinkwasserversorgung. Die Wärmeversorgung erfolgt über Ölöfen. Müll und Abwasser werden auf der Deponie entsorgt. TELE Greenland ist für die Telekommunikation im Ort zuständig.

## Bebauung
In der Naatap Atuarfia werden knapp 30 Schüler unterrichtet. Im Ort befinden sich zudem eine Krankenstation, eine Gemeinschaftswerkstatt, eine Pilersuisoq-Filiale und ein Service- und Versammlungsgebäude. Mehrere Gebäude, darunter die Kirche von 1909 und das Haus des früheren Handelsverwalters Hannibal Fencker (1914–1986), sind als erhaltenswürdig eingestuft.

## Sport
Aus Saqqaq stammt der Fußballverein Piniartoĸ, der 1963/64 an der Grönländischen Fußballmeisterschaft teilnahm.

## Söhne und Töchter
- Mathias Ferslew Dalager (1769–1843), grönländisch-dänisch-norwegischer Künstler
- Pavia Jensen (1877–1957), Handelsverwalter und Landesrat
- Frederik Jensen (1900–1983), Landesrat
- Hansepâjuk Gabrielsen (1925–2004), Buchhalter und Sportfunktionär
- Frederik Rosbach (1940–2002), Politiker

## Bevölkerungsentwicklung
Die Bevölkerungszahl von Saqqaq stieg ab dem Ende der 1980er Jahre rasant an und fällt seit der Jahrtausendwende langsam wieder.

## Panorama

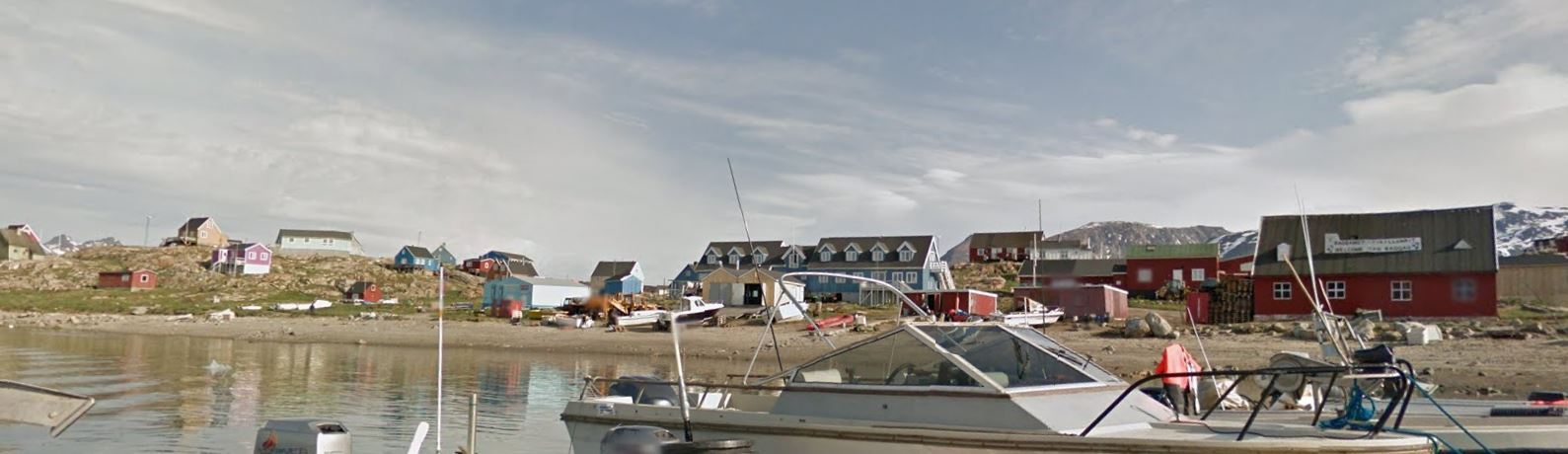
Saqqaq (2017)